# Ilattia spilonata
Ilattia spilonata är en fjärilsart som beskrevs av Oswald Beltram Lower 1903. Ilattia spilonata ingår i släktet Ilattia och familjen nattflyn. Inga underarter finns listade i Catalogue of Life.